# Schmalnbachshof
Schmalnbachshof (fränkisch umgangssprachlich: „Bukhaus“) ist ein Gemeindeteil der Gemeinde Weihenzell im Landkreis Ansbach (Mittelfranken, Bayern). Schmalnbachshof liegt in der Gemarkung Wernsbach.

## Geografie
Die Einöde liegt auf einem Plateau, das gegen Westen, Norden und Osten abfällt. 1 Kilometer südwestlich erhebt sich der Grübesberg (479 m ü. NHN), die Ostflanke wird Mistlersberg genannt. Im Westen liegt das Waldgebiet Schlag. Schmalnbachshof liegt an der Kreisstraße AN 9, die nach Neumühle (1,2 km nordöstlich) bzw. nach Grüb führt (1 km nordwestlich).

## Geschichte
Wann der ursprüngliche, im 15./16. Jahrhundert abgegangene Hof gegründet wurde, ist unklar. Im Jahre 1726 kaufte der Bauer Zeller aus Grüb das verwilderte Grundstück, rodete es und errichtete 1732 einen neuen Hof. Dieser wurde 1742 als „Schmalenbachs Hof“ erstmals erwähnt und soll damals im Besitz eines Herrn von Seckendorff gewesen sein. Benannt wurde der Ort nach dem schmalen Bach (heute Grundbach genannt), an dem die Einöde lag, einem rechten Zufluss des Wernsbachs, der rechts in die Rippach fließt. Im 19. Jahrhundert verödete der Hof und es wurde einige hundert Meter entfernt, noch auf dem Grund des alten Hofes ein neuer Hof angelegt. Da dieser sich auf einer Anhöhe befindet, wird er umgangssprachlich „Buckhaus“ genannt.
Gegen Ende des 18. Jahrhunderts gab es in Schmalnbachshof ein Anwesen. Das Hochgericht übte das brandenburg-ansbachische Hofkastenamt Ansbach aus. Das Gut mit Wirtschaft hatte das Hofkastenamt Ansbach als Grundherrn. Von 1797 bis 1808 unterstand der Ort dem Justiz- und Kammeramt Ansbach.
Mit dem Gemeindeedikt wurde Schmalnbachshof dem 1808 gebildeten Steuerdistrikt Wernsbach und der 1811 gegründeten Ruralgemeinde Wernsbach zugeordnet. Am 1. Januar 1974 wurde Schmalnbachshof im Zuge der Gebietsreform in Bayern in die Gemeinde Weihenzell eingegliedert.

## Einwohnerentwicklung
| Jahr      | 001818 | 001840 | 001861 | 001871 | 001885 | 001900 | 001925 | 001950 | 001961 | 001970 | 001987 | 001999 | 002011 | 002017 |
| Einwohner | 4      | 6      | 6      | 6      | 11     | 6      | 7      | 4      | 3      | 2      | 1      | 0      | 0      | 0      |
| Häuser    | 2      | 1      |        |        | 1      | 1      | 1      | 1      | 1      |        | 1      |        |        |        |
| Quelle    | [ 13 ] | [ 14 ] | [ 15 ] | [ 16 ] | [ 17 ] | [ 18 ] | [ 19 ] | [ 20 ] | [ 21 ] | [ 22 ] | [ 23 ] | [ 24 ] |        | [ 1 ]  |

## Religion
Die Einwohner evangelisch-lutherischer Konfession waren zunächst nach St. Johannes (Wernsbach bei Ansbach) gepfarrt, seit der zweiten Hälfte des 19. Jahrhunderts ist die Pfarrei St. Jakob (Weihenzell) zuständig. Die Einwohner römisch-katholischer Konfession waren zunächst nach St. Ludwig (Ansbach) gepfarrt, seit 1970 ist die Pfarrei Christ König (Ansbach) zuständig.